# Principado de Hamamshen
El Principado de Hamamshen (dialecto Homshetsi : Համամշէն, Eshakhutatun Hamamshen ) fue un pequeño principado establecido alrededor del año 790  por los armenios que huían de las invasiones árabes y de la creación del estado de Arminiya, gobernado por árabes musulmanes.

## Historia
Antes del siglo VIII, toda la región estaba poblada por Lazes y formaba parte de Abjasia hasta finales del siglo, cuando el príncipe Hamam, su padre, el príncipe Shapuh Amatuni, y 12.000 de sus súbditos emigraron al norte, a la región del Mar Negro, escapando de las invasiones árabes desde Vaspurakan. Se establecieron en la ciudad de Tambur y sus alrededores. Hamam reconstruyó la ciudad y la llamó Hamamshen, que significa "aldea de Hamam" en armenio . Está al norte de la región armenia de Tayk .

### Del establecimiento a la decadencia
La dinastía Amatuni se convirtieron en los Najrares del principado. Eran originarios de la región de Artaz en Vaspurakan y estaban especializados en agricultura e ingeniería arquitectónica. La línea medieval de príncipes registrada desde el último príncipe David II la integraban Arakel (m. 1400), David I (m. 1425), Vart (m. 1440) y Veke (m. 1460).
Como resultado indirecto de la caída del Imperio de Trebisonda en 1461 y la desintegración del poder cristiano en la región, el territorio fue conquistado por el Imperio Otomano entre 1460 y 1486. 
El último príncipe de Hamamshen, el barón David II, fue exiliado a Ispir por los otomanos tras la conquista de Trebisonda. Khachkar (ahora Kaçkar), que era el centro del principado, fue demolido por los otomanos. Der Hovhannes Hamshentsi, m. 1497, fue un destacado monje, filósofo y orador de esta época. 
Tras la caída del principado, los armenios de Hamshentsi se dispersaron por toda la región del Mar Negro en Eyalato de Trebizonda, estableciendo comunidades en ciudades y pueblos desde Samsun en el oeste hasta Hopa en el este. Durante el dominio otomano, los impuestos y la islamización de los  Lazes llevaron a algunas comunidades Hamshen a se convirtirse al Islam para disfrutar de las mismas condiciones que el resto de población y evitar el acoso de sus vecinos musulmanes. Otros prefirieron refugiarse en zonas remotas como montañas y bosques para evitar la opresión, destacando el caso de un hombre llamado Husep que se internó en Sera Dere, donde fundó el pueblo de Cevizlik, donde permanecieron escondidos durante 30 años. 

## Legado
Después de varios siglos, el nombre Hamamshen evolucionó a Hamshen en idioma armenio y Hemshin en idioma turco. Los armenios de Hamamshen quedaron aislados del resto de la sociedad armenia y desarrollaron una identidad propia. Aquellos que se convirtieron al Islam también perdieron su identidad armenia, se integraron en la sociedad otomana y olvidaron sus raíces armenias. Otros, que siguieron siendo cristianos, conservaron su identidad armenia y luego huyeron a Abjasia bajo el Imperio Ruso.